# Sieberg-Skala
Die Sieberg-Skala, benannt nach dem deutschen Geophysiker August Heinrich Sieberg, beschreibt auf einer sechsteiligen Skala die Stärke von untermeerischen Erdbeben. Sie ist ähnlich wie die Mercalli-Skala auf makroseismischen Beobachtungen aufgebaut.
| Stufe | Beschreibung                                         |
| ----- | ---------------------------------------------------- |
| I     | Leichtes kaum spürbares Zittern des Schiffes         |
| II    | Leichte Erschütterung des Schiffes                   |
| III   | Ruckartige Erschütterung des Schiffes                |
| IV    | Schiff beginnt zu schwanken                          |
| V     | „Ächzen“ des Schiffes, größere Gegenstände fallen um |
| VI    | Schiffskörper wird beschädigt, Gefahr des Sinkens    |